# Erik Ottason (Björnram från Västergötland)
Erik Ottason (Björnram från Västergötland), född på 1400-talet, död mellan 1494–1500, var en svensk riddare, riksråd och hövitsman.

## Biografi
Erik Ottason (Björnram från Västergötland) var son till riddaren och riksrådet Otte Ulfsson (Björnram från Västergötland) och Ingeborg Nilsdotter (Hammerstaätten). Han nämns första gången 1470 och stod då på kung Kristians sida. Erik Ottason var 7 september 1475 riddare och 1481 riksråd. Han var från 17 februari 1488 till 19 juni 1491 hövitsman på Nyköpings slott. Erik Ottason var 14 januari 1489 häradshövding i Bro skeppslag och nämns sista gången 27 oktober 1494. Han nämns som avliden 28 juni 1500.

### Egendom
Erik Ottason sätesgård var från 14 januari 1489 till 24 november 1493 Smedby i Österåkers socken, som inköptes på 1440-talet av sin far Otte Ulfsson. Han ägde jord i Bro härad, Frösåkers härad, Lagunda härad, Olands härad, Rasbo härad, Ulleråkers härad, Vallentuna härad och Åkers skeppslag i Uppland i Jönåkers härad i Södermanland, i Vifolka härad i Östergötland, i Tveta härad och Vista härad i Småland, i Siende härad i Västmanland och i Tössbo härad, Valbo härad och Vedbo härad i Dalsland.

### Familj
Erik Ottason var gift med Birgitta Bonde, dotter till marsken Tord Bonde och Iliana Åkesdotter (Tott). Birgitta Bonde var änka efter Johan Kristiernsson (Vasa).